# Harry Harries
Harry Harries, egentligen Karl Harry Mobäck, född 28 januari 1892 i Norrköpings Östra Eneby församling, Östergötlands län, död 18 april 1980 i Kvillinge församling, Östergötlands län, var en svensk trollkarl och utbrytarkung.

## Biografi
Harry Mobäck kom tidigt i kontakt med artistlivet genom att hans mor hyrde ut rum åt bland annat cirkusartister. 1906 blev han lärling hos en kinesisk varietégrupp, där han lärde sig jonglera och trolla. Inte långt därefter gav sig Harry ut på egna engagemang som jonglör. Något år senare lade han utbrytning till repertoaren. Utbrytarkungen Harries, som blivit artistnamnet, blev mycket engagerad under 1910-talet, då denna artistdisciplin då var en nyhet i Sverige.
Omkring 1920 började Harry Harries turnera tillsammans med den kände trollkarlen Max Hofzinser, och de startade också en trollerifirma tillsammans. Harry tillverkade en hel del rekvisita för hand, och Hofzinser kompletterade genom att importera nummer från trollerifirmor i Tyskland. När valutareformen kom 1924 blev emellertid de tyska priserna så höga, att import omöjliggjordes, varpå Hofzinser avbröt samarbetet medan Harry fortsatte, och utökade verksamheten under namnet Harries Magic.
Harry och hans fru Annie (1895–1978) gifte sig 1917 och fick två söner, Lennart (1918–1976) och Bengt (1927–2011). Den senare tog över trollerifirman 1976.